# Trichosporon sporotrichoides
Trichosporon sporotrichoides är en svampart som först beskrevs av Oorschot, och fick sitt nu gällande namn av Oorschot & de Hoog 1981. Trichosporon sporotrichoides ingår i släktet Trichosporon och familjen Trichosporonaceae.   Inga underarter finns listade i Catalogue of Life.